# Ystradgynlais
Ystradgynlais est une ville et une communauté du Powys, au pays de Galles.

## Géographie
Ystradgynlais est située tout au sud-ouest du Powys, dans le comté historique du Brecknockshire, à la frontière du borough de comté de Neath Port Talbot au sud et du comté de Carmarthenshire à l'ouest. Elle est traversée par la Tawe (en) en amont de Pontardawe.
La communauté d'Ystradgynlais comprend aussi les villages et hameaux d'Abercraf (en), Cwmgiedd (en) et Cwmtwrch.

## Démographie
Au recensement de 2011, la communauté d'Ystradgynlais comptait 8 092 habitants. Elle est la deuxième ville du Powys en population après Newtown.

## Économie
Une entreprise d'horlogerie, la Anglo-Celtic Watch Company, établie en août 1946 y inaugure le 15 mars 1947 la plus grande usine de fabrication de montres en Grande-Bretagne, The Gurnos Works, employant à son apogée 1 420 personnes qui fabriquaient plus de trente millions de montres jusqu'en juin 1980.